# オイラー角

z-x-z系のオイラー角

オイラー角アニメーション

オイラー角（オイラーかく、英: Euler angles）とは、三次元ユークリッド空間中の2つの直交座標系の関係を表現する方法の一つである。
レオンハルト・オイラーにより考案された。
剛体に固定された座標系を考えることで、剛体の姿勢を表すことができる。
オイラー角は3つの角度の組で表される。
一方の座標系を (x, y, z) で表し、他方を (X, Y, Z) で表す。簡単のために、2つの座標系は原点を共有するものと考える。
1. z軸とZ軸のなす角度を β とする。
2. β が 0°または180°ではない場合には、xy平面とXY平面は一つの直線で交わる。この交線をNとする。
3. x軸と交線Nのなす角度を α とし、X軸と交線Nのなす角度をγ とする。

このとき {\displaystyle (\alpha ,\beta ,\gamma )} がオイラー角である。
オイラー角は座標軸まわりの回転を繰り返すことで表すこともできる。
1. {\displaystyle (x,y,z)}をz軸まわりに角度α回転させ、{\displaystyle (x^{\prime },y^{\prime },z^{\prime })} とする。
2. {\displaystyle (x^{\prime },y^{\prime },z^{\prime })}を x'軸まわりに角度β回転させ、{\displaystyle (x'',y'',z'')} とする。
3. {\displaystyle (x'',y'',z'')}を {\displaystyle z''}軸まわりに角度γ回転させれば (X, Y, Z) となる。

上記の定義は z軸-x軸-z軸の順に回転するので z-x-z系のオイラー角とよばれる。
実際にはどの軸のまわりに回転させるかに任意性があり、同じ座標系をあらわすのに以下のように全部で
12通りの表現法がある。
| x-y-z | x-z-y | y-x-z | y-z-x | z-x-y | z-y-x |
| x-y-x | x-z-x | y-x-y | y-z-y | z-x-z | z-y-z |